# Архиепархия Безансона

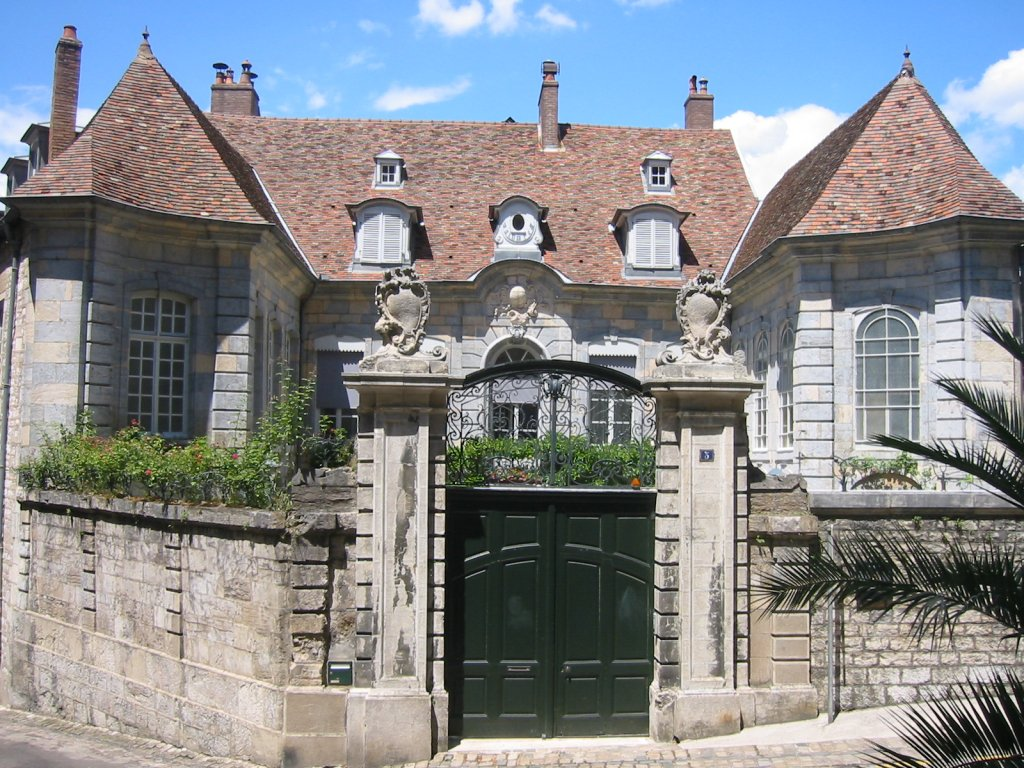
Резиденция архиепископа Безансона (сегодня — Отель Boistouset), Безансон, Франция

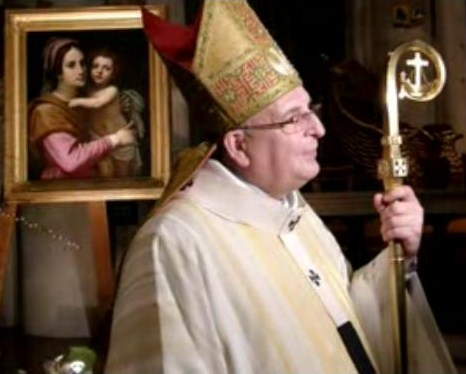
Архиепископ Безансона на покое Андре Жан Рене Лакрамп

Архиепархия Безансона (лат. Archidioecesis Bisuntina) — архиепархия Римско-Католической церкви с центром в городе Безансон, Франция. Архиепархия Безансона распространяет свою юрисдикцию на территорию департаментов Ду и Верхняя Сона. В митрополию Безансона входят епархии Бельфор-Монбельяра, Вердена, Нанси, Сен-Клода и Сен-Дье. Кафедральным собором архиепархии Безансона является церковь святого Иоанна Евангелиста в городе Безансон.

## История
В конце II века Ириней Лионский отправил священников братьев Ферьюса и Ферреоля в Везонтий (территория сегодняшней французской провинции Франш-Конте), чтобы проповедовать там среди секванов. Ферреоль стал первым епископом Безансона. Ферьюс и Ферреоль основали первую католическую церковь в Безансоне. В 212 году братья приняли мученическую смерть.
В конце III — начале IV века епархия Безансона была возведена в ранг архиепархии. В IV веке архиепархия Безансона значительно пострадала от нашествия варваров.
Во время правления династии Каролингов архиепископы Безансона значительно влияли на общественно-политическую жизнь Бургундии.
В XII веке значительную роль в архиепархии Безансона приобрело ныне не действующее аббатство в Клюни, ставшее в то время центром паломничества и реформирования Католической церкви. В это время цистерцианский монастырь в Клюни стал основным очагом сопротивления попыткам императора Фридриха Барбороссы ограничить светскую власть архиепископа Безансона.
С XIII по XVI век на территории архиепархии Безансона стали распространяться идеи Реформации, в результате чего католическое присутствие в Бургундии стало уменьшаться.
В 1742 году архиепархия Безансона передала часть своей территории для новой епархии Сен-Клода. В 1790 году архиепархия Безансона была упразднена, а её территория была передана епархиям Ду, Верхней Соны и Юра.
29 ноября 1801 года после конкордата с Францией архиепархия Безансона была восстановлена. 6 октября 1822 года архиепархия Безансона передала часть своей территории воссозданной епархии Сен-Клода. После Франко-прусской войны Территория Бельфор, принадлежавшая епархии Страсбурга, была передана Франции и присоединена к архиепархии Безансона.
3 ноября 1979 года архиепархия Безансона передала часть своей территории для возведения новой епархии Бельфор-Монбельяра.

## Ординарии архиепархии
| - святой Ферреол; - святой Лин; - святой Антидий I (267); - святой Герман; - святой Максимин (304); - святой Павлин (310) - святой Евсевий; - святой Иларий; - святой Панкратий (353); - святой Иуст (362); - святой Эгнан (374); - святой Сильвестр I (376—396); - святой Фронимий; - святой Дезидерат; - святой Леонтий (443); - святой Целидоний (451); - святой Антидий II; - Хельмегис; - Клавдий I (517); - Урбик (549); - святой Тетрадий I (560); - святой Сильвестр II (580); - святой Виталий I; - святой Никита (611); - святой Протадий (624); - святой Донат (660); - святой Мигетий; - Тернаций (680); - Гервазий (680 — ?); - святой Клавдий II (693); - Феликс (710); - Тетрадий II (732); - Аббон (742); - Вандельберт; - Эвральд; - Арнульф; - Гервей (757—762); - святой Гедеон (796); - Берноин (811—829); - Амальвин (838—840); - Ардуик (843—872); - Теодерик I (872—895); - Беренгар (895—831); - Аймин (914); - Гонтье (931); - Жоффруа I (944—953); - Ги (958—970); - Гишар; - Леутальд (993—994); - Гектор (1002—1015); - Готье I (1016—1031); - Юг I де Сален (1031—1067); - Юг II де Монфакон (1085); - Юг III Бургундский (1085—1101); - Юг IV (1102—1107); - Гильом I д’Аргель (1109—1117); - Анзерик де Монреаль (1117—1134); - Гумберт (1134—1162); - Готье II (1162—1163); - Герберт (1163—1170); - Эберар де Сен-Кантен (1171—1180); - Теодерик II де Монфакон (1180—1190); | - Этьен Вьенский (1191—1193); - Амедей де Трамеле (1197—1220); - Жерар I де Ружмон (1221—1225); - кардинал Жан I Аллегрин (1225—1227); - Николя де Флавиньи (1227—1235); - Жоффруа II (1236—1241); - Жан II (1242—1244); - Гильом II де ла Тур (1245—1268); - Одо де Ружмон (1269—1301); - Юг V де Шалон (1301—1312); - Виталий II Вьенский (1312—1333); - Юг VI Вьенский (1334—1355); - Жан III Вьенский (1355—1361); - Луи де Монфакон (1361—1362); - Эмон де Виллесексель (1362—1370); - кардинал Гильом III де Вержи (1371—1391); - Жерар II д’Ати (1391—1404); - Тибо де Ружмон (1405—1429); - кардинал Жан де ла Рошталье (1429—1437); - кардинал Франческо Кондульмер (1437—1438); - Жан IV де Норри (1438); - Кантен Менар (1438—1462); - Шарль де Нёфшатель (1463—1498); - кардинал Франсуа де Бюслейден (1498—1502); - Антуан I де Вержи (1502—1541); - кардинал Пьер де Лабом (29 декабря 1541 — 4 мая 1544); - кардинал Клод де Лабом (27 июня 1544 — 14 июня 1584); - кардинал Антуан II Перрено де Гранвела (14 ноября 1584 — 21 сентября 1586); - Фердинанд де Ри (1586—1636); - Клод IV д’Аше (1637—1654); - Шарль-Эмманюэль де Горрево (1654—1659); - Жан Жак Фош де Домпрель (1659—1662); - Антуан Пьер I де Граммон (1662—1698); - Франсуа Жозеф де Граммон (1698—1717); - Рене де Морне (1717—1721); - Оноре Франсуа де Гримальди (1723—1731); - Антуан-Франсуа де Блитерсвейк де Монкле (1733—1734); - Антуан Пьер II де Граммон (1735—1754); - кардинал Антуан Клерьяд де Шуазель-Бопре (1754—1774); - Раймон де Дюрфор (1774—1792); - Филипп-Шарль-Франсуа Сеген (1791—1793); - Sede vacante (1793—1802); - Клод Ле Ко (1802—1815); - Габриель Куртуа де Прессиньи (1817—1823); - Поль-Амбруаз Фрер де Вильфранкон (1823—1828); - кардинал Луи-Франсуа-Огюст де Роган-Шабо (1828—1833); - Луи-Гийом-Валентен Дюбур, P.S.S. (1833) - кардинал Сезар Матьё (1834—1875); - Жюстен Полинье (1875—1881); - кардинал Жозеф-Альфред Фулон (1882—1887); - Артур-Ксавье Дюсейе (1887—1893); - Фюльбер Пети (1894—1909); - Франсуа-Леон Готе (1910—1918); - Жозеф-Мари-Луи Юмбреш (1918—1927); - кардинал Шарль-Анри-Жозеф Бине (1927—1936); - Морис-Луи Дюбур (1936—1954); - Марсель-Мари Дюбуа (1954—1966); - Марк-Арман Лалье (1966—1980); - Люсьен Дало (1980 — 13.08.2003); - Андре-Жан-Рене Лакрамп (13.08.2003 — 25.04.2013); - Жан-Люк-Мари-Морис-Луи Буйре (10.10.2013 — по настоящее время). |  |